# Segura (község)
Segura egy község Spanyolországban, Gipuzkoa tartományban. Segura Zerain, Mutiloa, Idiazabal és Zegama községekkel határos. Lakosainak száma 1465 fő (2024).

## Népesség
A település népessége az utóbbi években az alábbiak szerint változott:
| Lakosok száma | 1246 | 1234 | 1250 | 1391 | 1488 | 1480 | 1472 | 1467 | 1461 | 1465 |
|               | 2001 | 2004 | 2006 | 2009 | 2011 | 2014 | 2016 | 2019 | 2021 | 2024 |